# Darío Brizuela Arrieta
Darío Brizuela Arrieta (castellà: Darío Brizuela)  (Sant Sebastià, 8 de novembre de 1994) és un jugador de bàsquet basc, que pertany a la plantilla del FC Barcelona de la Lliga ACB. Amb 1,88 metres d'alçada, juga a les posicions de base i escorta.

## Trajectòria
Format al planter del CB Easo de Sant Sebastià, va destacar al campionat d'Espanya júnior el 2011.
El 2011 firma pel planter del CB Estudiantes, equip que compagina amb l'EBA on disputa 13 partits.
La temporada següent, Brizuela juga a l'equip d'EBA, aconseguint l'ascens a LEB Plata. En aquesta temporada igualment disputa 2 partits amb el primer equip a l'ACB.
La temporada 2013-14 Brizuela torna a jugar a l'Estudiantes de l'EBA ja que el club madrileny no fa efectiu l'ascens a Plata, compaginant aquest equip amb l'ACB on disputa 5 partits de Lliga ACB.
El 2014, el CB Peñas Huesca rep la cessió del jugador on realitzaria una gran temporada, per tornar a les dues últimes jornades de Lliga ACB, on jugaria amb el Club Bàsquet Estudiantes. A la quarta jornada de la temporada 2015-16 és el jugador més valorat en aconseguir 25 punts, 6 de 6 en triples, 4 robatoris de pilota i 33 de valoració.
El mes de desembre de 2019 es converteix en jugador de l'Unicaja de Màlaga.
Després de quatre temporades a Màlaga, el juliol de 2023 signa pel FC Barcelona, després d'abonar la clàusula que l'unia al club malagueny fins al 2026.

## Selecció espanyola
Ha estat internacional amb Espanya en categories de formació.
Al setembre de 2022, va ser part del combinat absolut espanyol que va participar en l'EuroBasket 2022, on van guanyar l'or, en vèncer a la final a França.

## Palmarès

### Clubs
- Copa del Rei (1): 2023.

### Selecció estatal
- Medalla d'or a l'EuroBasket de 2022 a Alemanya.
- Medalla de plata a l'EuroBasket Sub-20 de 2014 a Grècia.